# Plac marsz. Józefa Piłsudskiego w Warszawie

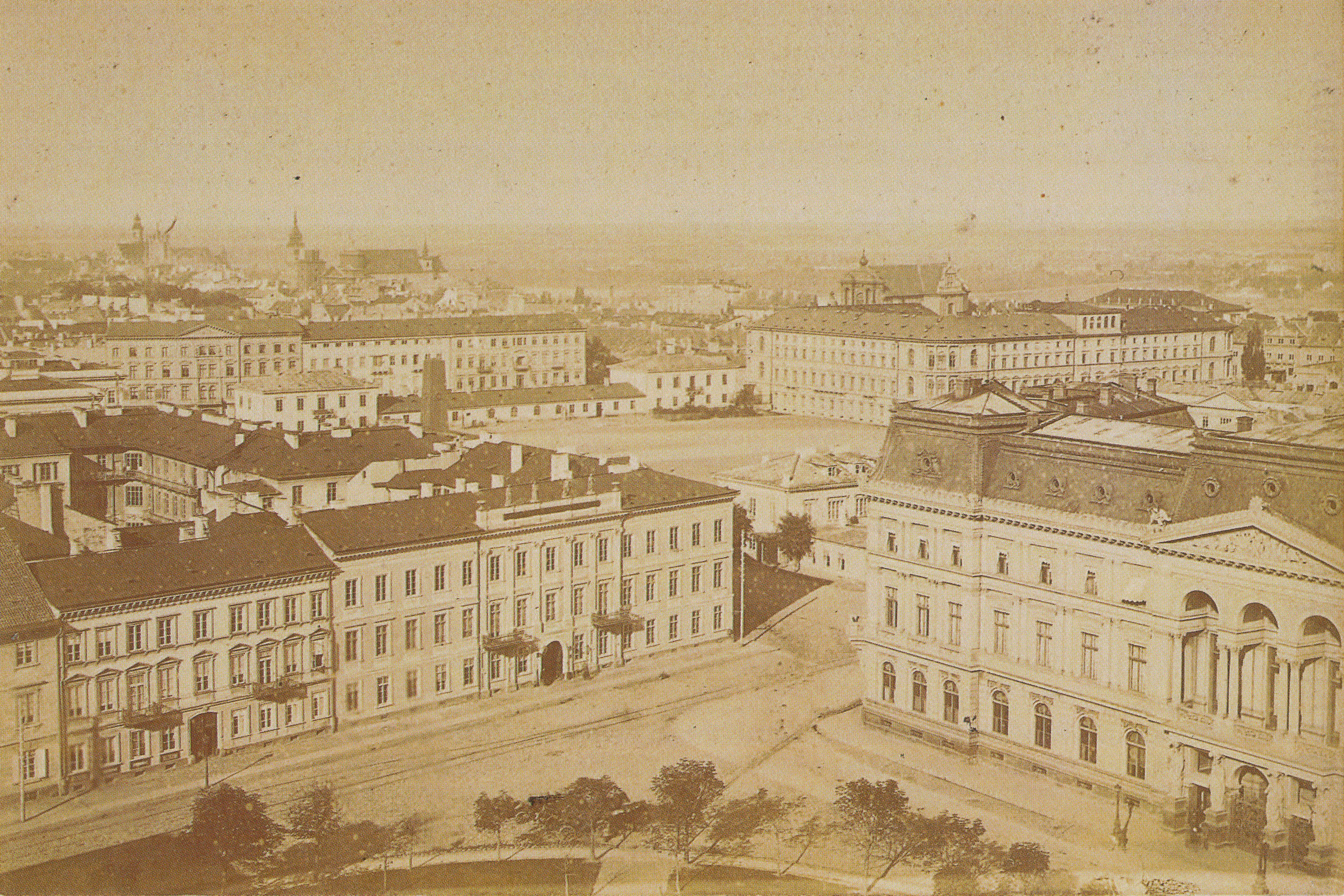
Plac Saski – widziany z kopuły kościoła Świętej Trójcy (1870)

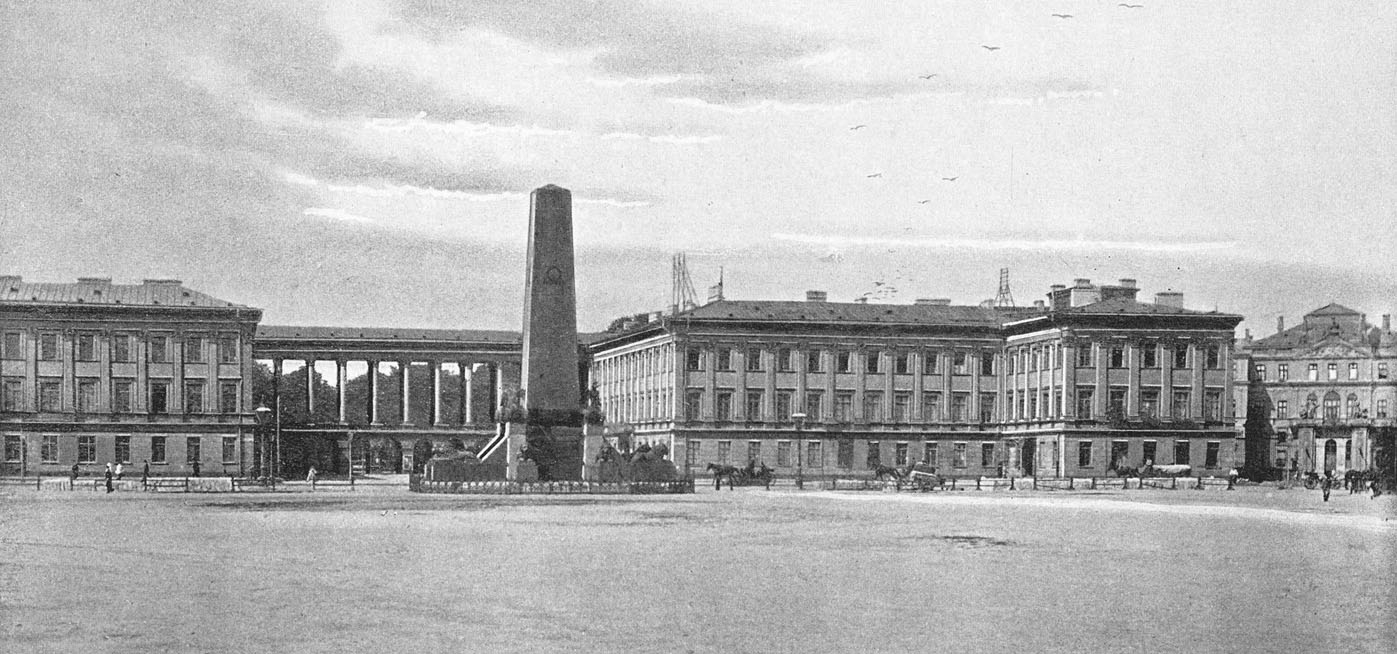
Pałac Saski, pałac Brühla oraz pomnik oficerów-lojalistów poległych w Noc Listopadową (przed 1895)

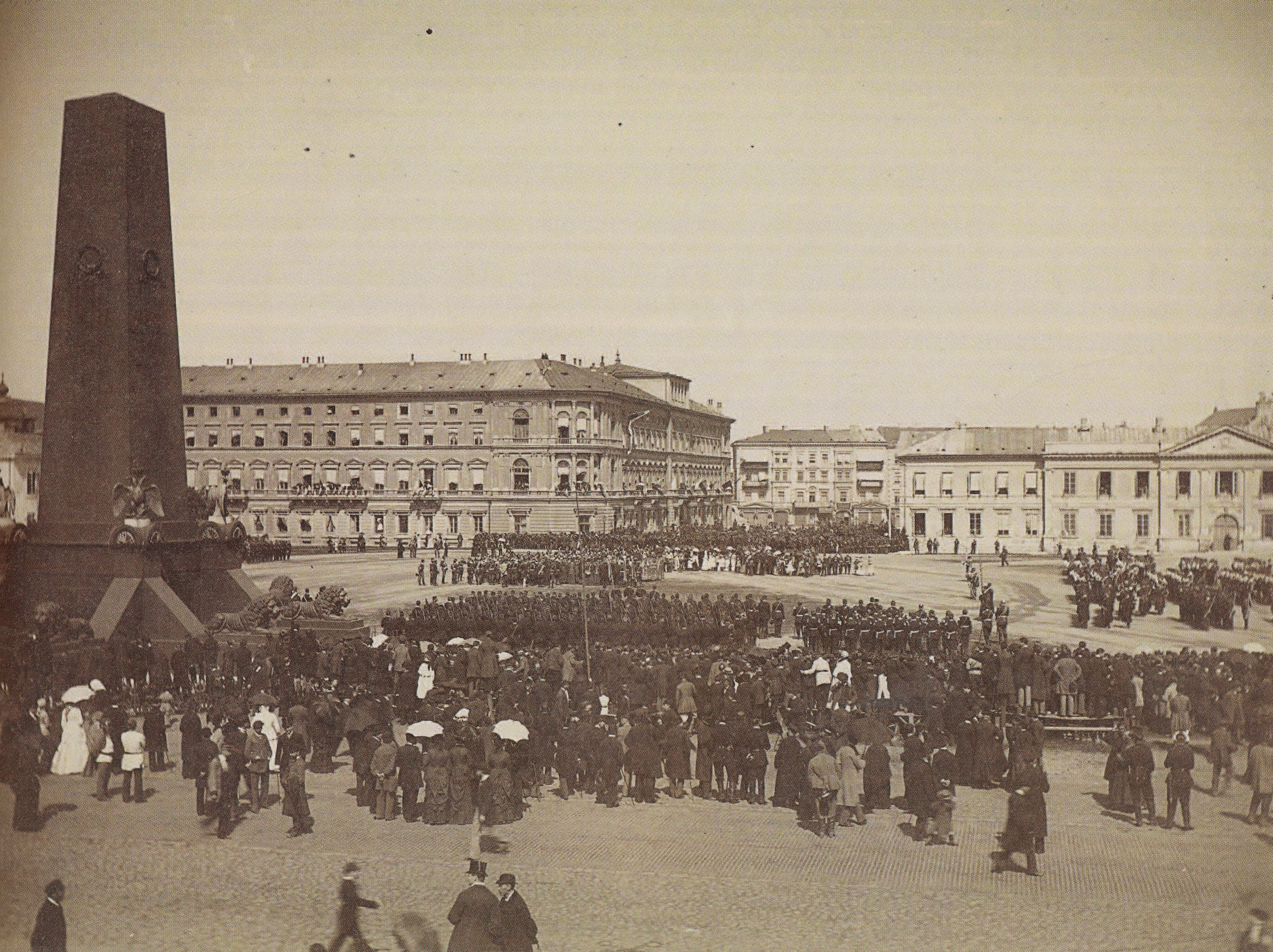
Uroczystość na placu Saskim z okazji koronacji cara Aleksandra III na Kremlu w maju 1883. Po lewej pomnik oficerów-lojalistów, przeniesiony później na plac Zielony

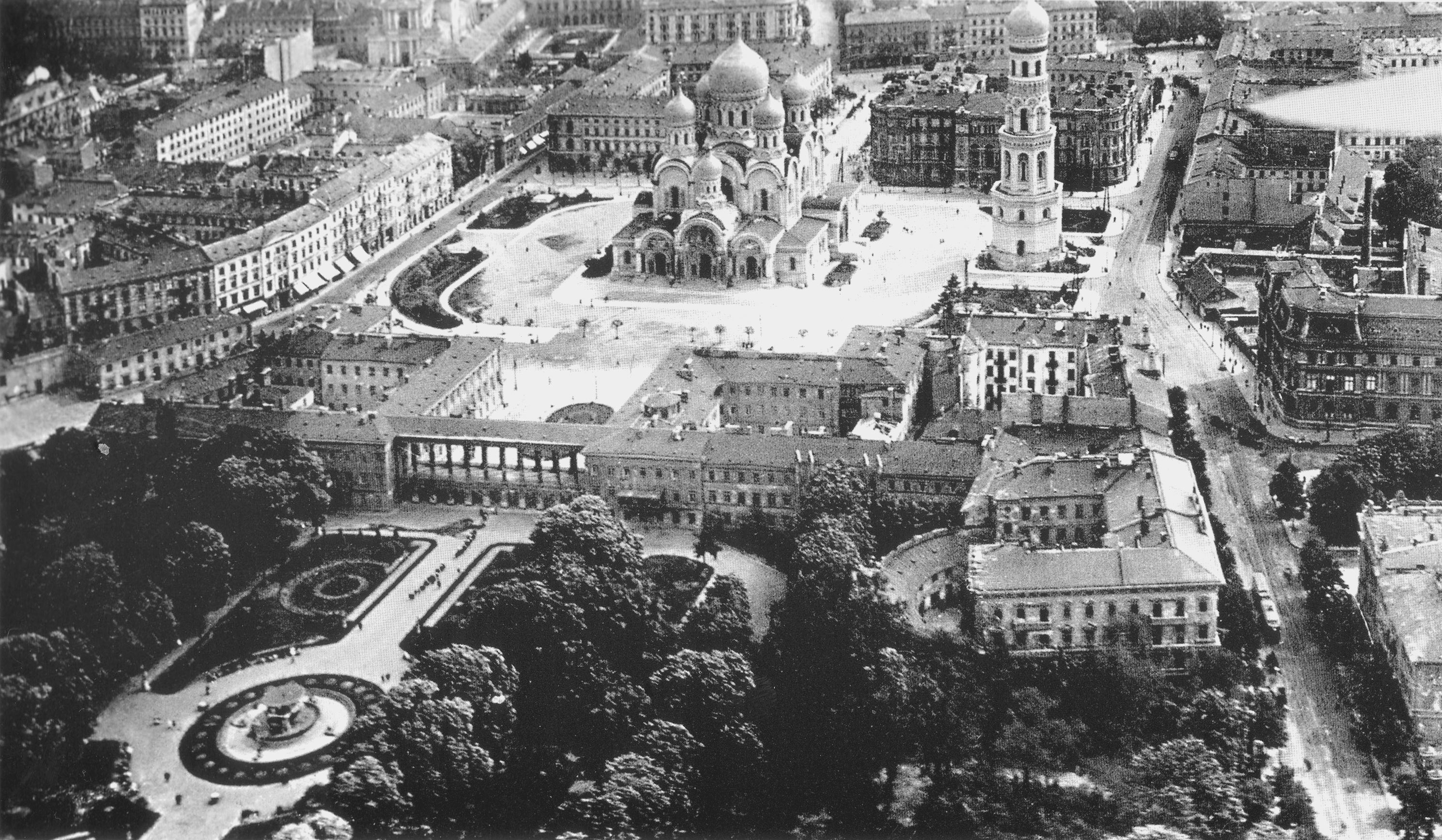
Plac Saski z soborem św. Aleksandra Newskiego (1915)

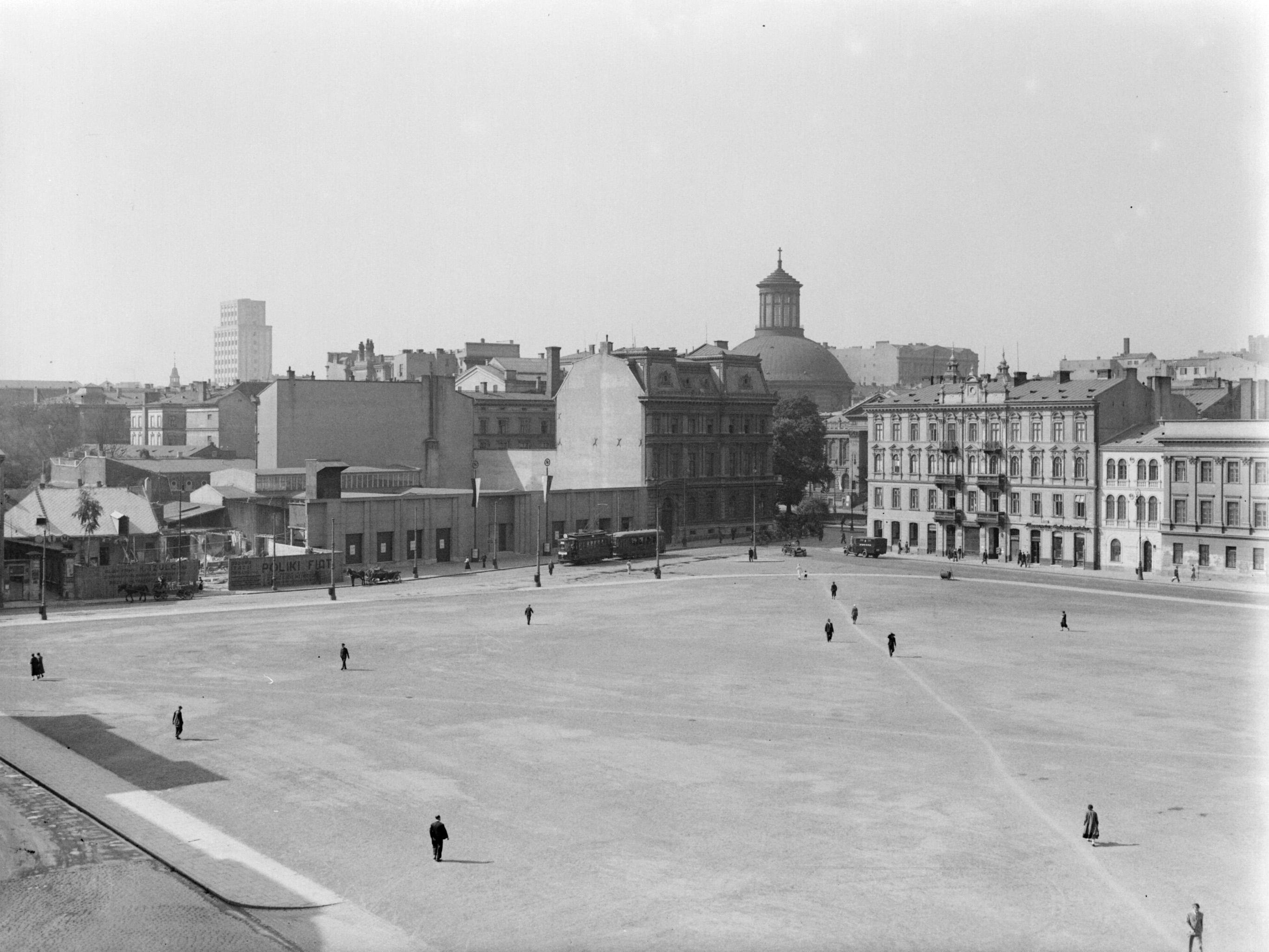
Południowo-zachodni narożnik placu w 1934, widoczne m.in. kamienica przy ul. Królewskiej 6, pałac Kronenberga i pawilon Instytutu Propagandy Sztuki

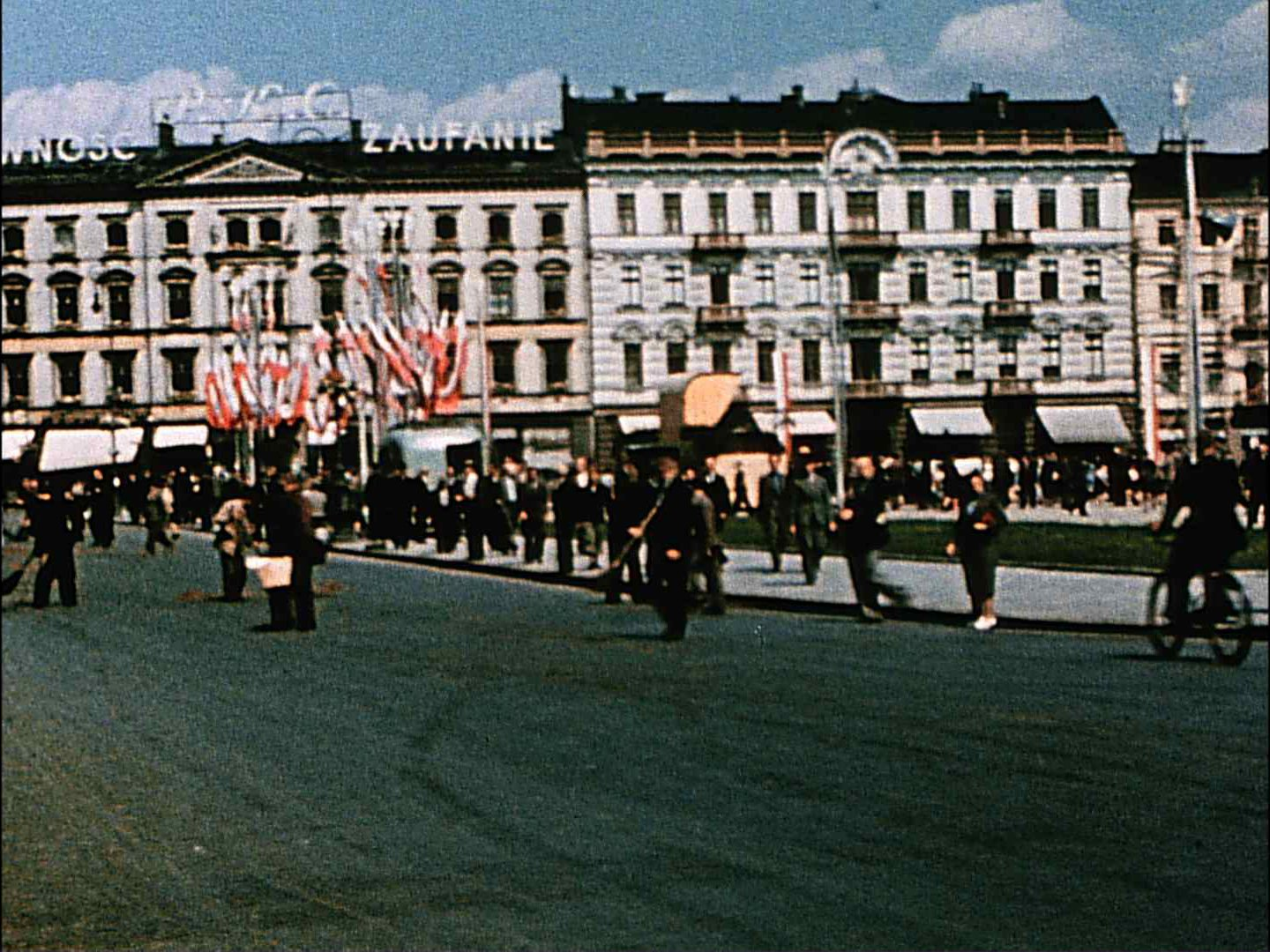
Plac Piłsudskiego w 1939

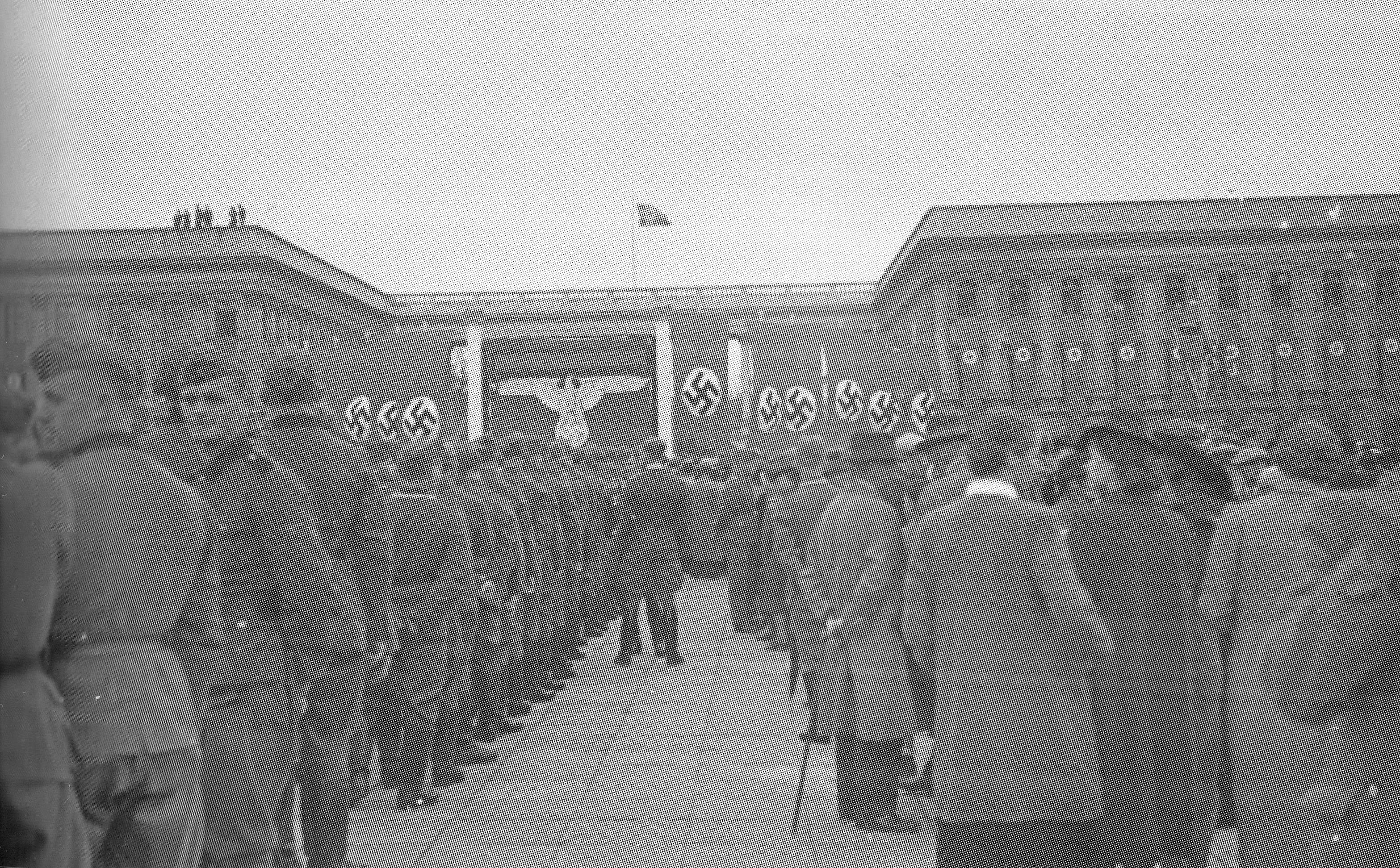
Niemcy podczas uroczystości pierwszej rocznicy ataku na Polskę, połączonej ze zmianą nazwy placu na Adolf-Hitler-Platz (1 września 1940)

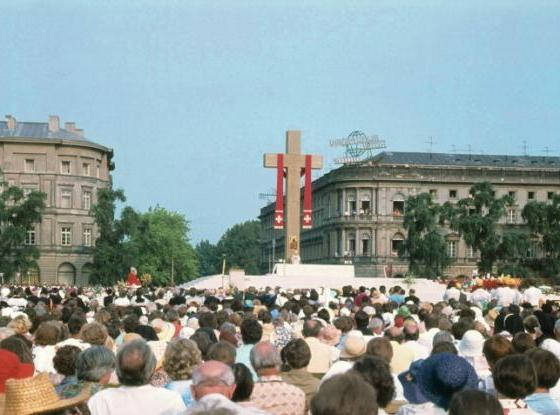
Msza święta odprawiona przez Jana Pawła II (2 czerwca 1979)

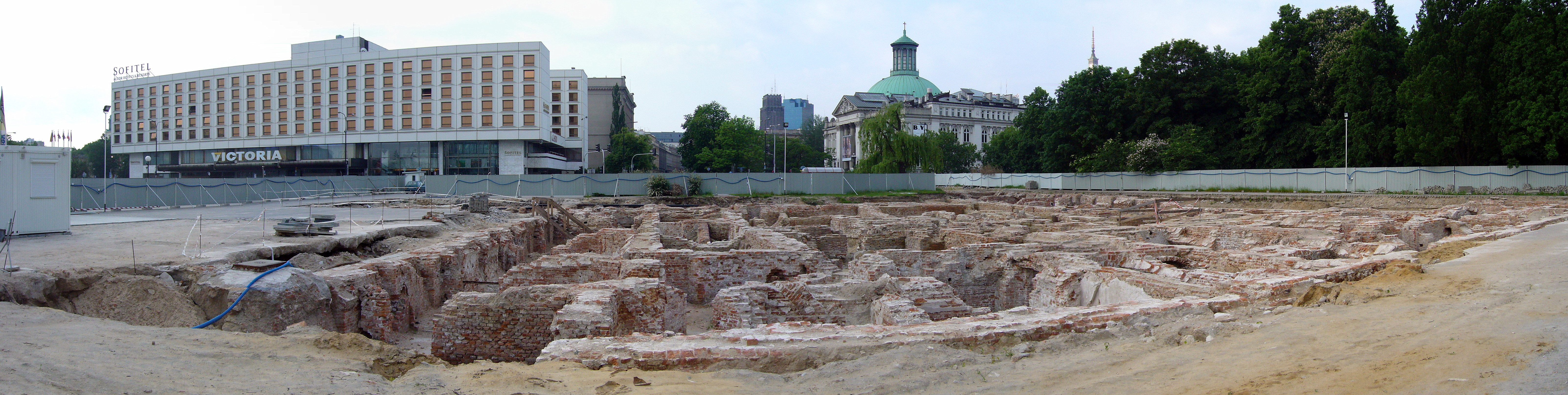
Odkryte fundamenty pałacu Saskiego od strony południowej (2007)

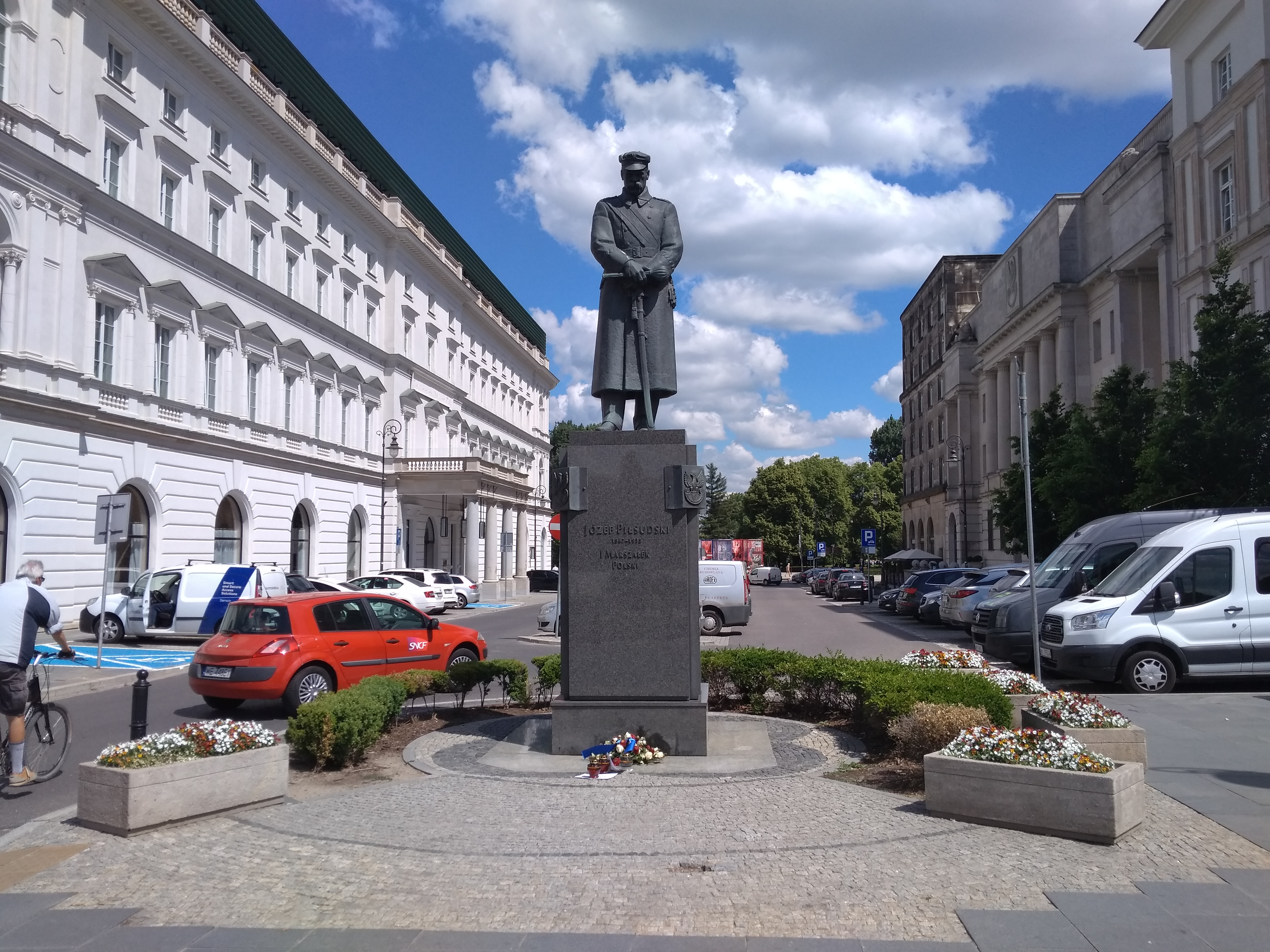
Pomnik Józefa Piłsudskiego

Plac marsz. Józefa Piłsudskiego – plac w Śródmieściu Warszawy, położony między Ogrodem Saskim a ulicami Moliera, Królewską, Tokarzewskiego-Karaszewicza i Ossolińskich. Kilkakrotnie zmieniał nazwę.
Pierwotnie był to dziedziniec pałacu Saskiego. W XVIII wieku został uregulowany i obudowany domami mieszkalnymi, a następnie monumentalnymi gmachami. 
Zabudowa zachodniej pierzei placu została zniszczona w czasie II wojny światowej.

## Nazwa
- Plac Saski (1814–1928)
- Plac Marszałka Józefa Piłsudskiego (1928–1940)
- Sachsenplatz (maj 1940–31.08.1940)[1]
- Adolf-Hitler-Platz (1.09.1940–17.01.1945)[2][3]
- Plac Saski (1945–6.05.1946)[4]
- Plac Zwycięstwa (6.05.1946–1990)[5]
- Plac Marszałka Józefa Piłsudskiego (1990–2012)
- Plac marsz. Józefa Piłsudskiego (2012)[6]

## Historia
Do XVII wieku w miejscu obecnego placu znajdowały się grunty starostwa warszawskiego, przecięte starym traktem biegnącym z północy na południe w ciągu obecnych ulic Wierzbowej i Mazowieckiej, a od 1621 również wałem Zygmuntowskim. Trakt posiadał połączenie z drogą Czerską (Krakowskim Przedmieściem). Przy powstałym w tym miejscu rozdrożu dróg Tobiasz Morsztyn zbudował dwór, który został zastąpiony przez Jana Andrzeja Morsztyna nowym budynkiem zaprojektowanym przez Tylmana z Gameren.
Plac powstał jako dziedziniec pałacu Saskiego, przebudowanego w latach 1712–1727 przez Augusta II Mocnego z pałacu Morsztynów. Został uregulowany w latach 1736–1745 i obudowany domami mieszkalnymi. Był on oddzielony od Krakowskiego Przedmieścia budynkami, w których mieściły się m.in. stajnie i wozownie. W latach 1754–1759 Henryk Brühl przebudował sąsiadujący z pałacem Saskim pałac Ossolińskich na nowy reprezentacyjny budynek w stylu późnego baroku, nazywany odtąd pałacem Brühla.
Podczas insurekcji warszawskiej w 1794 na placu doszło do walk z wojskami rosyjskimi, a w 1807 Napoleon Bonaparte przeprowadzał tam przeglądy wojsk francuskich. W latach 1815–1816, na rozkaz wielkiego księcia Konstantego, plac został wybrukowany w celu umożliwienia urządzania na placu ćwiczeń musztry i defilad wojskowych. W latach 1839–1842 pałac Saski został przebudowany; jego środkowy korpus został zastąpiony klasycystyczną kolumnadą, przez którą plac uzyskał połączenie z Ogrodem Saskim.
W latach 1841–1894 na placu znajdował się pomnik Polaków poległych za wierność swojemu monarsze zaprojektowany przez Antonia Corazziego, upamiętniający siedmiu polskich oficerów, którzy ponieśli śmierć z rąk powstańców w Noc Listopadową. W 1894 monument został przeniesiony na plac Zielony (obecnie plac J. H. Dąbrowskiego), gdyż na środku placu zaplanowano wybudowanie monumentalnego soboru św. Aleksandra Newskiego wraz z 70-metrową dzwonnicą. Zaprojektowana przez petersburskiego architekta Leontija Benoisa świątynia została rozebrana w latach 1921 (dzwonnica) i 1924–1926 (gmach główny).
W latach 1855–1877 między obecnymi ulicami Karaszewicza-Tokarzewskiego i Ossolińskich etapami wzniesiono hotel Europejski, a w 1868–1871 w narożniku placu i ul. Mazowieckiej pałac Kronenberga. Po 1890 we wschodniej części placu wzniesiono budynek rosyjskiego sztabu okręgowego, późniejszą siedzibę sądów wojskowych.
W 1923 przed pałacem Saskim ustawiono pomnik księcia Józefa Poniatowskiego. W 1925 w trzech środkowych arkadach pałacu Saskiego wzniesiono Grób Nieznanego Żołnierza, upamiętniający bohaterów poległych o wolność Polski.
W 1931 przy ul. Królewskiej 13 wzniesiono budynek Instytutu Propagandy Sztuki.
W okresie okupacji niemieckiej plac stał się centralnym punktem tzw. dzielnicy rządowej, z pałacem Brühla jako siedzibą gubernatora dystryktu warszawskiego Ludwiga Fischera. Niemcy dwukrotnie zmieniali nazwę placu: w maju 1940 na Sachsenplatz, a we wrześniu tego samego roku na Adolf-Hitler-Platz. Nazwy tej nie wolno było tłumaczyć na język polski. W tym samym czasie, na początku września 1940, zakazano wstępu na plac Żydom. 28 lipca 1941 Czesław Zadrożny ps. Głowacki z Organizacji Małego Sabotażu „Wawer” spalił wielką makietę litery „V”  wykonaną z dykty, symbolizującą zwycięstwo Wehrmachtu, która została ustawiona przez Niemców na środku placu.
Wycofujący się z Warszawy Niemcy wysadzili pałace: Saski i Brühla oraz zniszczyli pomnik Poniatowskiego.
W 1946 plac odgruzowano oraz zabezpieczono ocalały fragment Grobu Nieznanego Żołnierza. Zakończona w 1965 odbudowa i rozbudowa gmachu Teatru Wielkiego zmieniła kształt placu, który został wydłużony w kierunku ul. Trębackiej. W latach 1974–1976 w miejscu rozebranego pałacu Kronenberga wzniesiono hotel Victoria.
Podczas swojej pierwszej pielgrzymki do Polski, 2 czerwca 1979 na placu papież Jan Paweł II odprawił mszę świętą. Ołtarz z wielkim krzyżem ustawiono we wschodniej części placu, u wylotu obecnej ul. gen. Michała Tokarzewskiego-Karaszewicza. W mszy wzięło udział ok. 0,5 mln osób. Krzyż, przy którym Jan Paweł II odprawił mszę, został później ustawiony przed kościołem św. Maksymiliana Kolbego na Służewcu. Dla upamiętnienia papieskiej mszy z 1979 podczas stanu wojennego na placu układano krzyż z kwiatów, wokół którego gromadzili się ludzie. Był on symbolem oporu przeciwko władzom i poparcia dla „Solidarności“. Krzyż był stale likwidowany przez władze.
W 1981 na placu odbyły się uroczystości pogrzebowe prymasa Stefana Wyszyńskiego. W 1990 w nawierzchnię placu wmurowano płytę upamiętniającą mszę Jana Pawła II z 1979 oraz uroczystości pogrzebowe Stefana Wyszyńskiego z 1981. 13 czerwca 1999, podczas swojej siódmej pielgrzymki do Polski, Jan Paweł II beatyfikował na placu 108 polskich męczenników, którzy ponieśli śmierć w czasie II wojny światowej.
W 1995 we wschodniej części placu odsłonięto pomnik Józefa Piłsudskiego zaprojektowany przez Tadeusza Łodzianę. 
26 maja 2006 mszę na placu Piłsudskiego odprawił, odbywający pielgrzymkę do Polski – papież Benedykt XVI. 6 czerwca 2009 w 30. rocznicę mszy Jana Pawła II z 1979, na placu odsłonięto krzyż zaprojektowany przez Marka Kucińskiego, Jerzego Mierzwiaka i Natalię Wilczak. W 2010 na placu odbyły się uroczystości beatyfikacyjne ks. Jerzego Popiełuszki, którym przewodniczył legat papieski, kard. Angelo Amato.
W latach 2006 i 2008 na placu, na terenie na którym znajdował się pałac Saski, przeprowadzono badania archeologiczne związane z planami odbudowy gmachu. Natrafiono na ślady osadnictwa z XII, XIII, XV i XVI wieku. Odsłonięto także piwnice pałacu Morsztyna z drugiej połowy XVII wieku. W trakcie prac zinwentaryzowano ok. 45 tys. obiektów ruchomych, głównie z XVIII wieku. Od wielu lat toczy się dyskusja nad odbudową pałaców Saskiego i Brühla oraz kamienicy przy ul. Królewskiej.
Plac jest własnością Skarbu Państwa, jednak do 2017 był administrowany przez stołeczny Zarząd Dróg Miejskich. W listopadzie 2017 minister infrastruktury i budownictwa, pomimo negatywnej opinii Urzędu m.st. Warszawy, na wniosek wojewody mazowieckiego przekazał mu plac w trwały zarząd. Decyzja została uzasadniona tym, że plac jako miejsce służące przede wszystkim organizacji uroczystości państwowych powinien znajdować się pod nadzorem administracji rządowej. W tym samym miesiącu Ministerstwo Spraw Wewnętrznych i Administracji wydało decyzję ws. ustalenia placu tzw. terenem zamkniętym, w wyniku czego miasto m.in. straciło na rzecz wojewody uprawnienia planistyczne i architektoniczne do placu. 10 kwietnia 2018 na placu odsłonięto pomnik Ofiar Tragedii Smoleńskiej oraz kamień w miejscu, w którym ma powstać pomnik Lecha Kaczyńskiego. W październiku 2018 Sąd Rejonowy dla Warszawy-Śródmieścia nakazał prokuraturze wszczęcie śledztwa w sprawie ustanowienia placu Piłsudskiego terenem zamkniętym.

## Ważniejsze obiekty
- Ogród Saski
- Grób Nieznanego Żołnierza
- Sofitel Victoria Warszawa
- Biurowiec Metropolitan
- Dowództwo Garnizonu Warszawa
- Hotel Europejski
- Pomnik Józefa Piłsudskiego
- Pomnik Ofiar Tragedii Smoleńskiej
- Pomnik Lecha Kaczyńskiego

## Obiekty nieistniejące
- Pałac Saski
- Pałac Brühla
- Pałac Kronenberga
- Sobór św. Aleksandra Newskiego
- Pomnik oficerów-lojalistów poległych w Noc Listopadową